# Esztergomi rítus
Az esztergomi rítus (latinul: ritus/usus Strigoniensis) szűkebb értelemben magának az esztergomi egyházmegyének rítusát jelenti, tágabb értelemben pedig a hatáskörébe eső valamennyi magyarországi rítust. Az esztergomi liturgia nem más, mint a római rítus hazai változata, mely épít a közép-európai örökségre, és magában foglalja az 50-60 évvel korábban kikristályosodott általános magyar liturgikus szokásokat is. „Ezen az általános magyar kereten belül azonban átgondolt elrendezéssel, szükséges kiegészítésekkel megreformált, saját profilú rítust hozott létre, melyben határozott ízlés és akarat nyilatkozik meg. Az esztergomi liturgia a magyar egyházi kultúra ugyanolyan nagy értékű alkotása, mint a korabeli templomépületek, egyházi irodalmi alkotások.”

## Története
Kialakulását a 12. századra tehetjük, általános használatban volt elsősorban Esztergom szuffragáneus püspökségei, mint Győr, Eger, Vác, Veszprém, illetve később a pálos rend csekély változtatással átvették Esztergom rítusát. A kalocsai érsekség, az erdélyi és váradi püspökségek szintén az általános magyar szokások keretén belül, és Esztergom mintájára meghatározták saját liturgikus rendjüket. A 13. századra tehát Magyarországon három rítus alakult ki (Esztergom, Kalocsa, Várad-Erdély), és azokon belül pedig kisebb változatok.
A tridenti zsinat utáni egységtörekvés jegyében Pázmány Péter érsek 1630-ban végül sikerült rávennie  a magyar püspöki kart a rítus feladására. Néhány püspökség még egy ideig ellenállt, ám ragaszkodásukat a hagyományhoz a töröktől megszállt, szétzilált püspökségek végül kénytelenek voltak feladni. Néhány vidéki templom, pap, tanító még egy ideig próbálta átmentemi a korábbi hagyományok legalább néhány tételét, de a 17. század második felére szinte nyomtalanul eltűnt. Csak a horvátországi, de magyar rítust követő zágrábi katedrális tudta megtartani a saját liturgiáját a 18. század végéig. Az esztergomi rítus egyes elemei azonban (a szentségek kiszolgáltatásában, a rituáléban és a mise asszisztenciarendjében) megmaradtak a romanizálás után is.

## Az esztergomi rítus forrásai
Az általános magyar liturgikus hagyomány legkorábbi tanúja a Codex Albensis. A miserítus legkorábbi teljes tanúja a Németújvárban őrzött Zágrábi Missale Notatum. Ez a két legkorábbi forrás jellegzetesen magyar ugyan, de nem tartozik a szűkebb értelemben vett esztergomi rítus körébe.
Első esztergomi rítusú könyvünk (nem számítva a liturgiáról csak töredékes képet adó Esztergomi Benedictionalét), a 12. század vége felé készült Pray-kódex.